# Beedaki, Ramdurg
Beedaki là một làng thuộc tehsil Ramdurg, huyện Belgaum, bang Karnataka, Ấn Độ.